# Vlag van Opper-Oostenrijk
De vlag van Opper-Oostenrijk bestaat uit twee horizontale banden, in de kleuren wit (boven) en rood. De Landesdienstflagge is dezelfde vlag, maar dan met het wapen van de deelstaat in het midden. De vlag is op 25 april 1949 officieel ingesteld.
De civiele vlag is gelijk aan de civiele vlag van Tirol.
|  |  |